# Black Hammer
 (août 2018).
Si vous disposez d'ouvrages ou d'articles de référence ou si vous connaissez des sites web de qualité traitant du thème abordé ici, merci de compléter l'article en donnant les références utiles à sa vérifiabilité et en les liant à la section « Notes et références ».
Black Hammer est un comics américain scénarisé par Jeff Lemire et dessiné par Dean Ormston, publié par Dark Horse Comics depuis 2016.

## Histoire
Il y a dix ans, Black Hammer et six autres super-héros ont vaincu Anti-Dieu et sauvé Spiral City, mais au moment même de leur victoire ils ont disparu de la Terre et se sont retrouvés piégés à Rockwood, une petite ville coupée de tout, et dont la situation exacte demeure inconnue. Peu de temps après leur arrivée, Black Hammer meurt. Les six héros vivent à présent dans une ferme et ont presque perdu tout espoir de s'échapper.

## Publications
- Black Hammer: Secret Origins
- Black Hammer: The Event
- Black Hammer: Age of Doom – Part One
- Sherlock Frankenstein and the Legion of Evil
- Doctor Star and the Kingdom of Lost Tomorrows

### Éditions françaises
Urban Comics édite la série depuis 2017. La traduction est assurée par Julien Di Giacomo.

## Récompenses
- 2017 : Prix Eisner de la "Meilleure Nouvelle Série" et du "Meilleur Lettrage" pour Todd Klein[2].

## Adaptation
En novembre 2018, le studio Legendary Pictures annonce l'acquisition des droits d'adaptation du comics pour un tournage sous forme de série télévisée et de film. C'est Jeff Lemire qui écrit le scénario de l'épisode pilote.